# Psilocybe gallaeciae
Psilocybe gallaeciae es una especie de hongo de la familia Hymenogastraceae. Los primeros ejemplares para la ciencia fueron entregados en el Laboratorio de Plantas no Vasculares de la Universidad de Vigo-CUVI (recogidos en la misma zona de Lagoas-Marcosende-CUVI, y que no aparecían en ninguna bibliografía científica) por C. Covelo Roma en 1996, y después registrada por J. Comesaña en los concellos de Monfero (provincia de La Coruña) y Nigrán (provincia de Pontevedra) en 1997, y publicada en el Boletín de la Sociedad Micológica de Madrid 27:185 como nueva especie en 2003 por el micólogo mexicano Gastón Guzmán y María Luisa Castro, de la Universidad de Vigo. Es una de las tres especies de hongos Psilocybe con propiedades alucinógenas que pueden encontrarse en España, junto con P. hispanica y P. semilanceata. Es un endemismo de Galicia. Crece de manera gregaria en praderas y jardines.